# 앨런 파슨스
앨런 파슨스(영어: Alan Parsons, 1948년 12월 20일 ~ )는 영국의 음향 엔지니어, 음악가, 녹음 프로듀서이며 록 역사상 가장 유명한 엔지니어 중 한 명으로 꼽힌다.
비틀즈, 윙스, 핑크 플로이드 등 수많은 아티스트의 엔지니어, 편곡자, 프로듀서를 맡아 1960년대 후반부터 1970년대에 걸쳐 많은 걸작을 세상에 내놓았다. 예를 들어, 핑크 플로이드의 《The Dark Side of the Moon》에 담당 엔지니어로 이름이 올랐다. 자신도 음악가로서 작품을 발표하게 되고, 1975년에는 앨런 파슨스 프로젝트를 결성, 컨셉 앨범을 주체로서 지금까지 쌓아온 음악 감각을 유감없이 발휘했다. 밴드는 세계적인 성공을 손에 넣는다. 1990년대 이후는 라이브 활동과 솔로 아티스트로서 활동하고 있다.